# Lenióvskoie
Lenióvskoie (en rus: Ленёвское) és un poble de l'óblast de Sverdlovsk, a Rússia, segons el cens del 2010 tenia 587 habitants.